# Alfredo Brahm
Alfredo Felipe Brahm Appel; (Puerto Montt, 17 de agosto de 1896 - Santiago, 17 de julio de 1991) fue un agricultor y político conservador chileno. Hijo de Christian Brahm Sprenger y Anna Appel Biewer. Contrajo matrimonio con Leonie Moura Jaime.
Se dedicó a la agricultura y comercio. Representante de la firma Shell Mex. y Cía. y de la Compañía de Seguros La Comercial. Socio de Brahm Hermanos, propietarios de un establecimiento comercial de abarrotes de Puerto Montt. Dueño de los fundos madereros “Río Pescado” y “Chepa” en Puerto Montt.
Militante del Partido Conservador. Fue elegido Diputado por la 23.ª agrupación departamental de las comunas de Llanquihue, Puerto Varas y Aysén (1937-1941), siendo miembro de la comisión permanente de Asistencia Médico-Social e Higiene.
Reelecto Diputado, pero por la 24.ª agrupación departamental, correspondiente a las comunas de Llanquihue, Puerto Varas, Maullín, Calbuco y Aysén (1941-1945); integrando la comisión permanente de Industrias.
Nuevamente reelecto Diputado, por la agrupación antes mencionada (1945-1949) y formó parte de la comisión permanente de Vías y Obras Públicas.
Miembro de la Cámara Comercial y del Club Alemán.